# Ciudad Juárez
Ciudad Juárez és la ciutat més gran de l'estat de Chihuahua i la setena més gran de Mèxic amb 1.200.000 habitants. Està localitzada en la frontera amb la ciutat estatunidenca d'El Paso, entre 31° 07′ Nord i 106° 06′ Oest, a 1.150 metres d'altitud. Les ciutats estan separades pel Riu Grande.
Ciudad Juárez va ser fundada el 8 de desembre, 1659 a la vora del riu Grande. El nom original de la ciutat era "El Paso del Norte", que en català vol dir "El Pas del Nord", fent referència a la recerca d'un pas cap a les muntanyes Rocoses. Després de la Guerra entre Mèxic i els Estats Units, el Tractat de Guadalupe-Hidalgo va establir que la frontera entre els dos països seria el riu Grande, dividint la ciutat. El 1888 el nom de la part mexicana va canviar a Ciudad Juárez. El 10 de maig de 1911 els revolucionaris prenen la ciutat, i Madero entra triunfant i nomena el seu primer gabinet.
La ciutat va créixer molt en les últimes dècades, sobretot en l'àrea industrial, malgrat que el narcotràfici els nombrosos assassinats ha causat el descens del turisme i la inversió.